# Janez Drnovšek
Janez Drnovšek (né le 17 mai 1950 à Celje, en Slovénie, alors partie de la Yougoslavie, et mort le 23 février 2008, à Zaplana, près de Vrhnika, en Slovénie) est un homme d'État slovène, président de la république de Slovénie de 2002 à 2007.

## Biographie
Janez Drnovšek soutient sa thèse d'économie en 1986 à l'université de Maribor en travaillant en parallèle dans une banque dans la région de Zasavje, sur les rives de la Save, mais aussi, pendant un an, en tant que conseiller économique de l'ambassade de Yougoslavie au Caire. En 1986, il est nommé au parlement régional slovène ainsi qu'à la chambre des provinces et des républiques fédérées yougoslaves.
En 1989, Stane Dolanc, un des membres représentant la république de Slovénie dans la présidence collective yougoslave prend sa retraite. Le gouvernement slovène décide d'organiser des élections entre deux candidats pour trouver un remplaçant. Janez Drnovšek, jusque-là peu connu l'emporte face au candidat du gouvernement Marko Bulc. Drnovšek devient ainsi le premier homme politique élu par la population dans toute la république fédérative socialiste de Yougoslavie. Les autres gouvernements des républiques de Yougoslavie refusent ce nouveau mode de désignation des représentants. Le parlement de Slovénie nomme Drnovšek selon la procédure usuelle pour entériner le choix des Slovènes. Il devient président de la présidence collective ainsi que secrétaire général du Mouvement des non-alignés et commandant en chef de l'Armée populaire yougoslave entre 1989 et 1990.
La Slovénie proclame son indépendance le 25 juin 1991. Drnovšek est l'un des plus actifs à soutenir cette indépendance.
De 1992 à 2002, Drnovšek est le président du Liberalna Demokracija Slovenije (Démocratie libérale de Slovénie), l'héritier du parti communiste slovène. Il est élu au poste de président du gouvernement de la république de Slovénie indépendante en 1992, succédant à Lojze Peterle. Il est élu deuxième président de la République le 1er décembre 2002 en battant Barbara Bezigar. le 22 décembre suivant, il succède à Milan Kučan à ce poste. Depuis 1999, époque à laquelle Drnovšek a été opéré d'un cancer des reins, son état de santé est un objet de spéculation politique.
Le 24 juin 2006, il est victime d'un malaise lors d'une cérémonie officielle célébrant le quinzième anniversaire de l'indépendance de la Slovénie. Il est transporté par ambulance à l'hôpital. N'ayant pas besoin de traitement médical, il sort quelques heures plus tard.
Ayant renoncé à se représenter en raison de son cancer, Drnovšek quitte la présidence le 22 décembre 2007 et transmet le pouvoir à son successeur Danilo Türk.
Il meurt le 23 février 2008, deux mois après la fin de son mandat. La cause exacte de sa mort n'a pu être déterminée mais il a mené une longue lutte contre un cancer du poumon, diagnostiqué en 2001, avant qu'il ne devienne président, mais rendue publique en 2005.
Installé dans un village de montagne, isolé, situé à 30 km au sud-ouest de Ljubljana, il vivait avec son chien et sans télévision, faisait lui-même son pain et ne mangeait que des fruits et légumes bios en raison de son intérêt pour le végétalisme.